# 추계초등학교
추계초등학교(秋溪初等學校)는 대한민국 서울특별시 서대문구에 있는 사립 초등학교이다.

## 학교 연혁
- 1964년 7월 20일: 개교
- 2024년 7월 20일: 개교 60주년

## 참고 자료
- 추계초등학교 - 한국교육학술정보원 학교알리미